# Alpes de Transylvanie
Pour les articles homonymes, voir Alpes (homonymie) et Transylvanie.
Les Alpes de Transylvanie (dénomination internationale) ou Carpates méridionales (Carpații Meridionali en roumain, Déli-Kárpátok en hongrois, Transsilvanischen Alpen en allemand) sont un groupe de montagnes situé au centre de la Roumanie. Elles se situent entre les Carpates occidentales roumaines au nord-ouest et les Carpates orientales au nord-est. 

## Toponymie
Les Alpes de Transylvanie ont reçu leur nom du géographe français Emmanuel de Martonne dans son ouvrage Recherches sur l'Évolution morphologique des Alpes de Transylvanie (Karpates méridionales) publié à Paris en 1906. Il a adopté cette appellation compte tenu de l'aspect alpin de cette partie de la chaîne des Carpates.

## Géographie

### Situation
Les Alpes de Transylvanie sont situées entre la rivière Prahova et le col de Predeal, à l’est, et les rivières Timiș et Cerna, à l’ouest. Elles sont encadrées par les massifs limitrophes à l’est (Carpates orientales dans le coude des Carpates), à l’ouest (Carpates occidentales roumaines) et au sud-ouest (Carpates serbes). Au nord, on trouve le plateau transylvain et au sud la plaine de Valachie.
La crête des  Alpes de Transylvanie est généralement orientée est-ouest. Les monts Făgăraș ont les montagnes les plus élevées des Alpes de Transylvanie dont le Moldoveanu (2 544 m), point culminant.
La route Transfăgărășan (à 2 042 m d'altitude) qui traverse les monts Făgăraș de part en part du nord au sud est l'une des routes les plus hautes de Roumanie. Un tunnel y a été creusé sous la crête principale des Făgăraș. Cette route donne également accès sur son versant nord au cirque et au lac glaciaire Bâlea. De même, la Route Transalpina traverse les monts Parâng de Ciocadia (dans le județ de Gorj) à Sebeș (dans le județ d'Alba). C'est la plus haute route de Roumanie culminant à 2 145 mètres d'altitude.
Un autre axe important de passage du nord au sud des Alpes de Transylvanie est le col de Turnu Roșu (à 354 m), là où la rivière Olt a creusé une gorge profonde entre les monts Făgăraș et Lotru. Le col de Rucăr-Bran (à 763 m) dans les monts Bucegi, défendu par le château de Bran, permet de relier Brașov au nord à la ville de Pitești au sud alors que le col de Vâlcan (à 1 621 m) permet le passage entre Hunedoara au nord et Gorj au sud par la vallée de la rivière Jiu entre les monts Parâng et les monts Vâlcan.
Les villes les plus importantes de la région sont Sibiu, Brașov, Petroșani, Reșița, Drobeta-Turnu Severin et Târgu Jiu ; parmi les stations de sports d'hiver, figurent Păltiniș et Poiana Brașov.
Le lac Vidraru dans les monts Făgăraș a été créé à la suite de la construction en 1965 du barrage Vidraru sur la rivière Argès. Dans les monts Iezer-Păpușa, on trouve également le lac et le barrage de Râușor construit en 1987 dans l'extrême nord du județ d'Argeș sur le Râul Târgului.

### Subdivisions

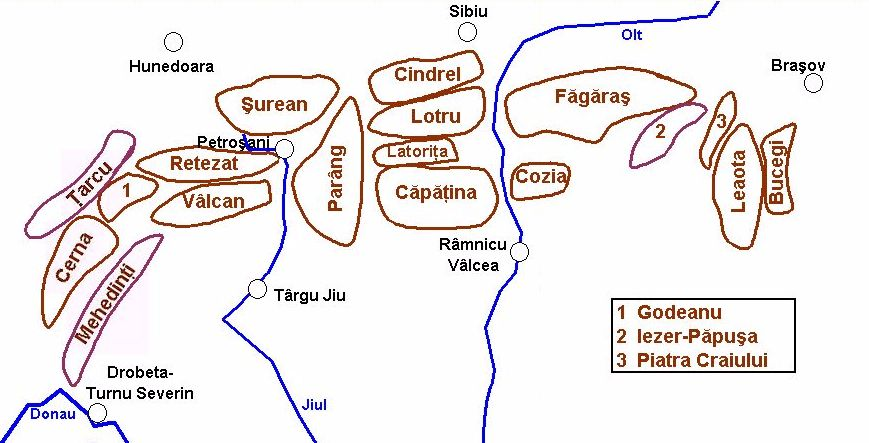
Carte schématique des subdivisions des Alpes de Transylvanie.

D'est en ouest, quatre grands groupes de montagne peuvent être identifiés :
Groupe Bucegi :
- les monts Bucegi - entre la rivière Prahova et la rivière Dâmbovița ;
- les monts Leaotă.

Monts Făgăraș :
- les monts Piatra Craiului - entre le couloir Bran-Rucăr (à l'est), la vallée de Dâmboviṭa (à l'ouest) et la rivière Bârsa au nord-ouest ;
- les monts Iezer-Păpușa - entre la rivière Dâmbovița (à l'est) et la rivière Doamnei (à l'ouest) ;
- les monts Cozia (est de la rivière Olt) ;
- les monts Făgăraș - entre la rivière Olt (à l'est) et la rivière Dâmbovița (à l'ouest).

Monts Parâng - entre la rivière Olt et la rivière Jiu :
- les monts Cindrel ou monts Cibinului (ouest de la rivière Olt) ;
- les monts Lotru (ouest de la rivière Olt) ;
- les monts Căpățână (ouest de la rivière Olt) ;
- les monts Parâng (est de la rivière Jiu) ;
- les monts Șureanu ou monts Sebeșului (nord de la rivère Jiu) ;

Monts Retezat-Godeanu - entre la rivière Jiu et les rivières Timiș et Cerna :
- les monts Retezat (ouest de la rivière Jiu) ;
- les monts Vâlcan (ouest de la rivière Jiu) ;
- les monts Godeanu ;
- les monts Țarcu ;
- les monts Cerna ;
- les monts Mehedinți (nord du Danube).

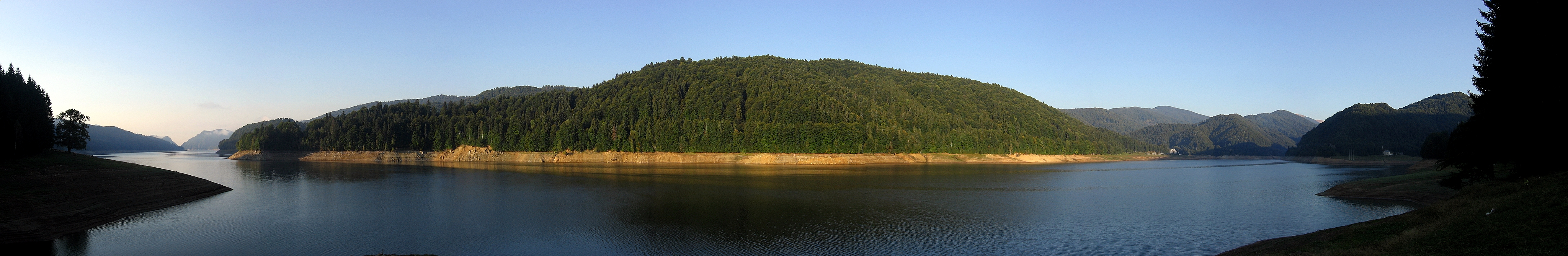
Le lac Vidraru dans les montagnes Făgăraș

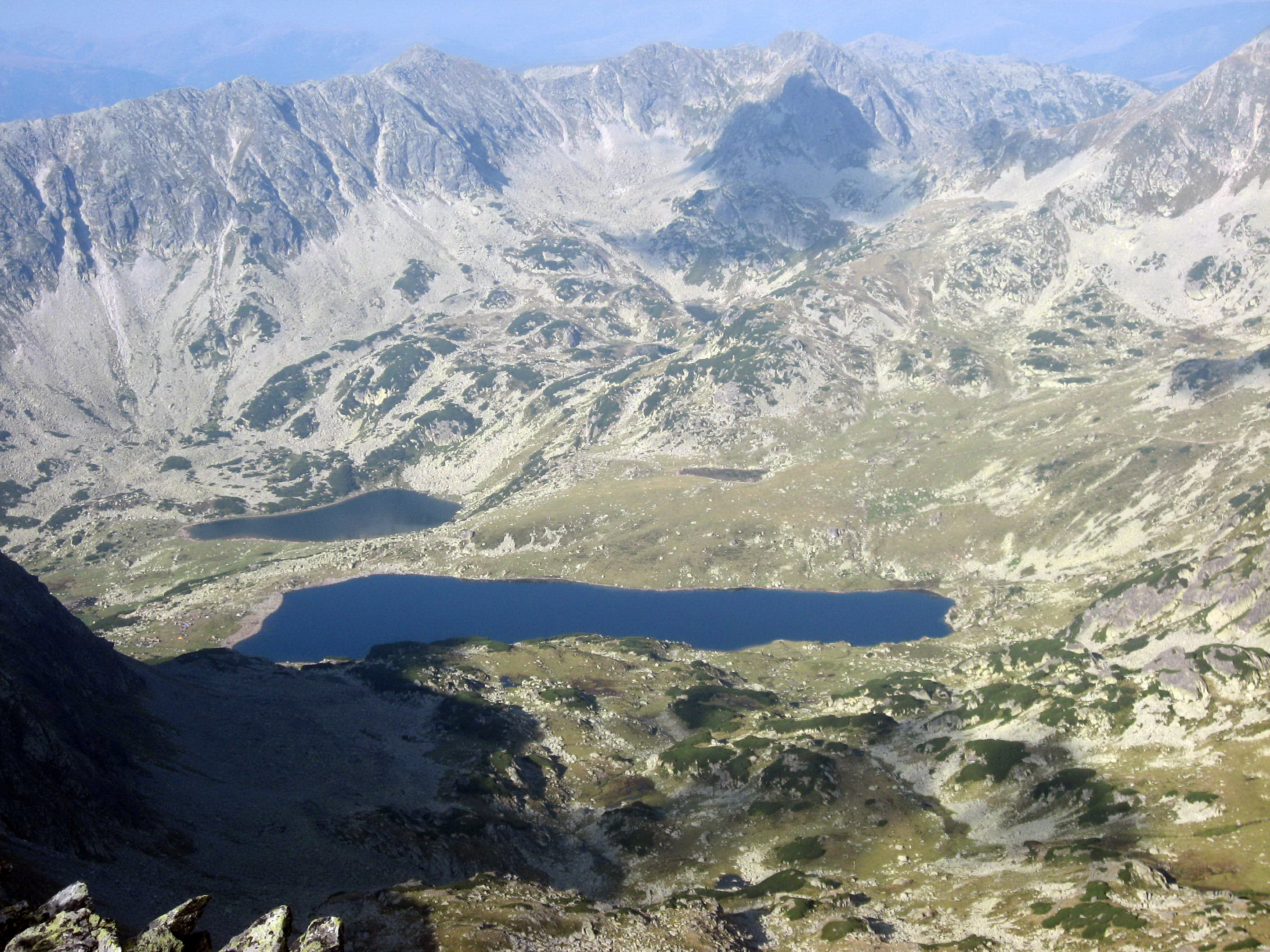
Lac glaciaire dans les monts Retezat.
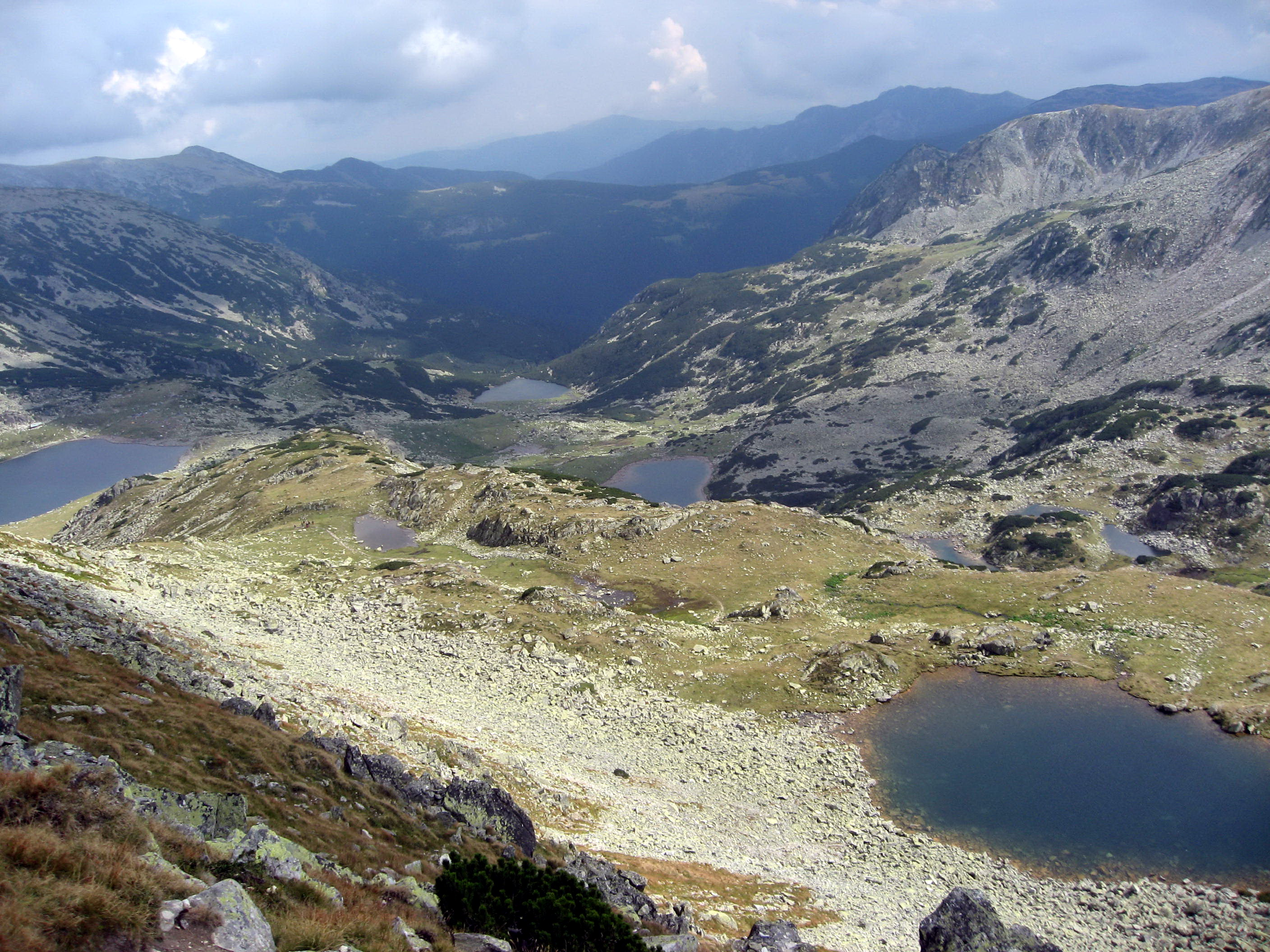
Lac glaciaire dans les monts Retezat.
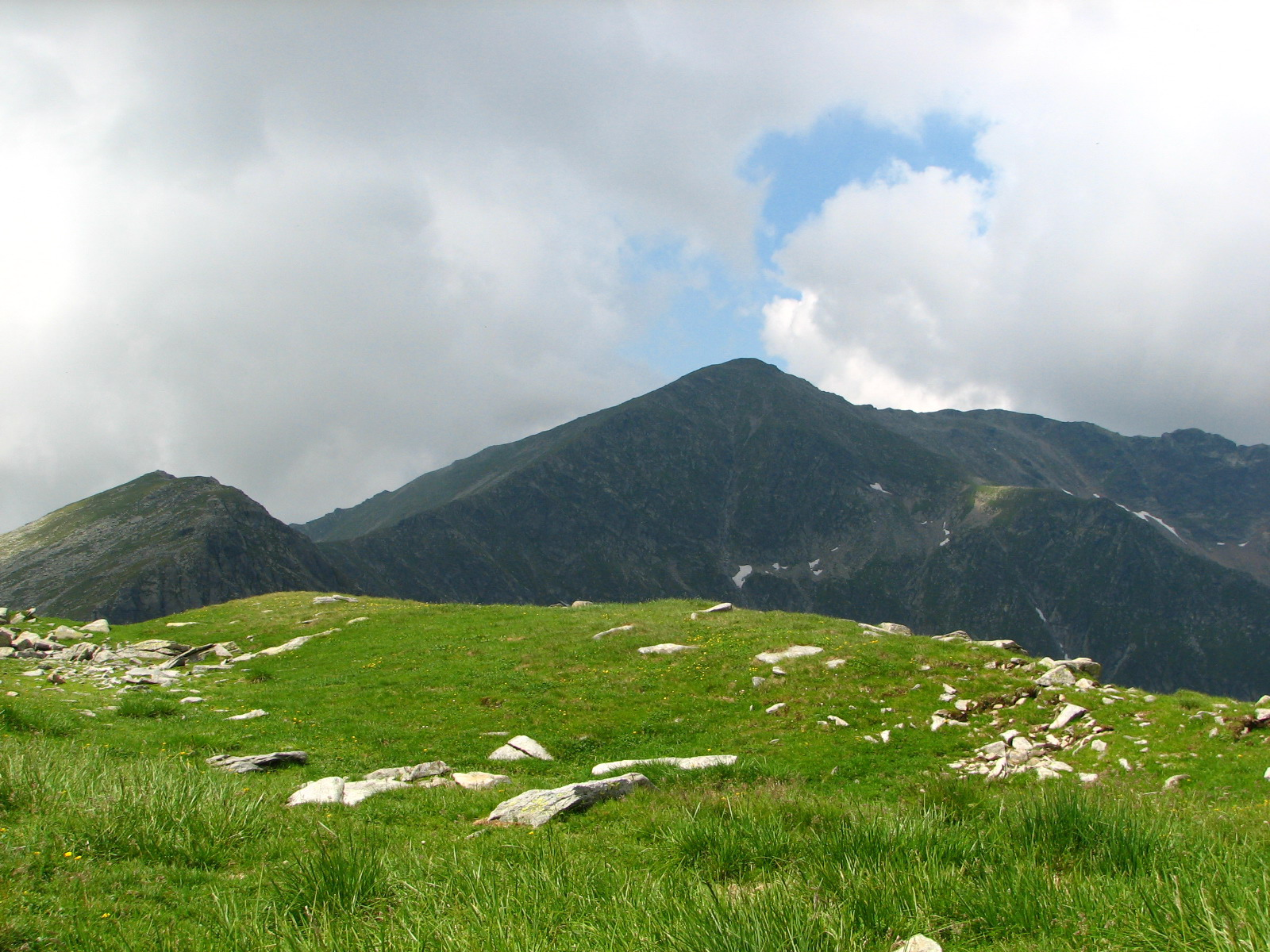
Paysage dans les monts Parâng.
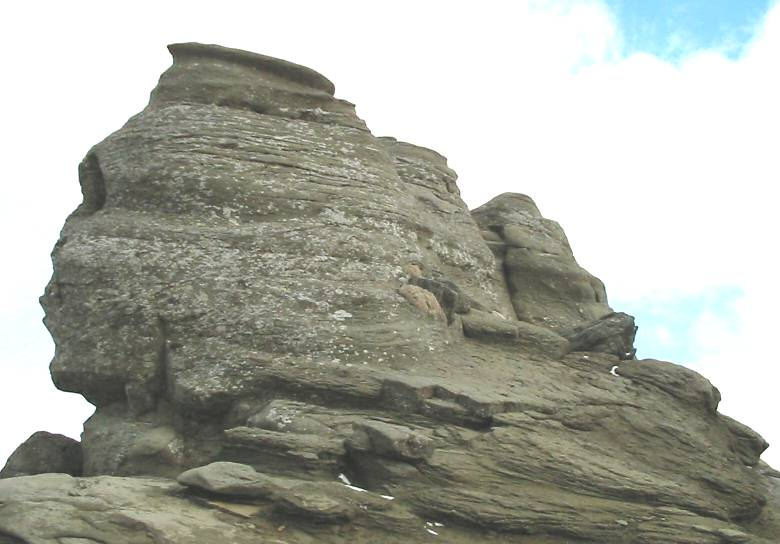
Le sphinx des monts Bucegi.
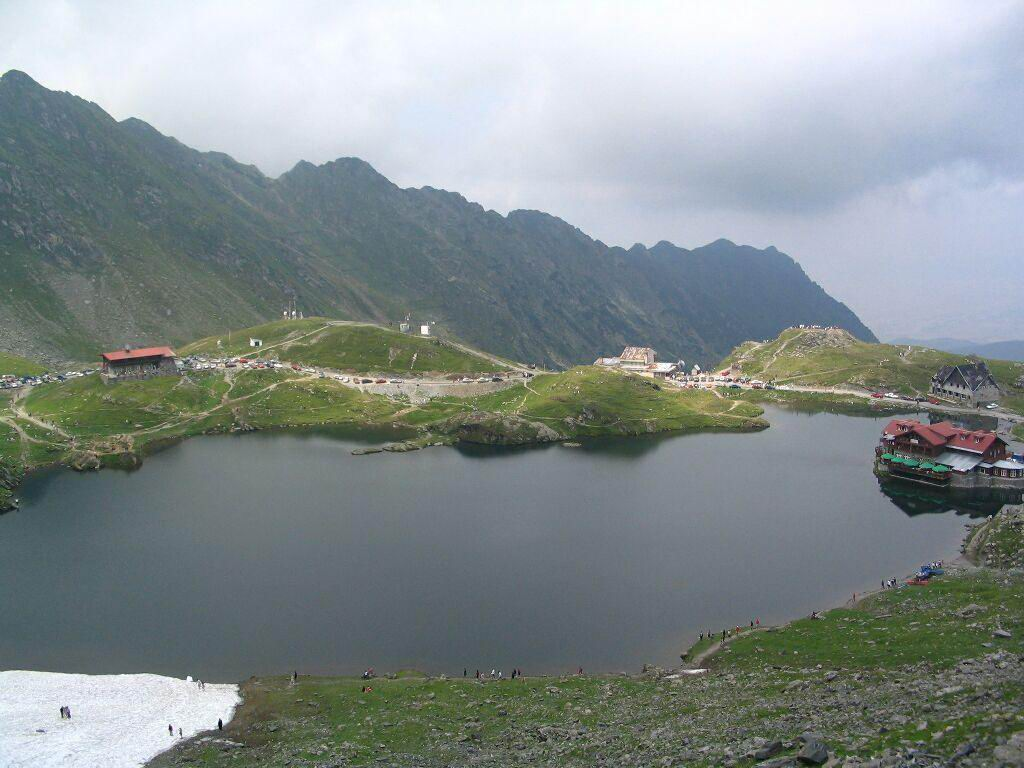
Le lac Bâlea dans les monts Făgăraș.

### Principaux sommets

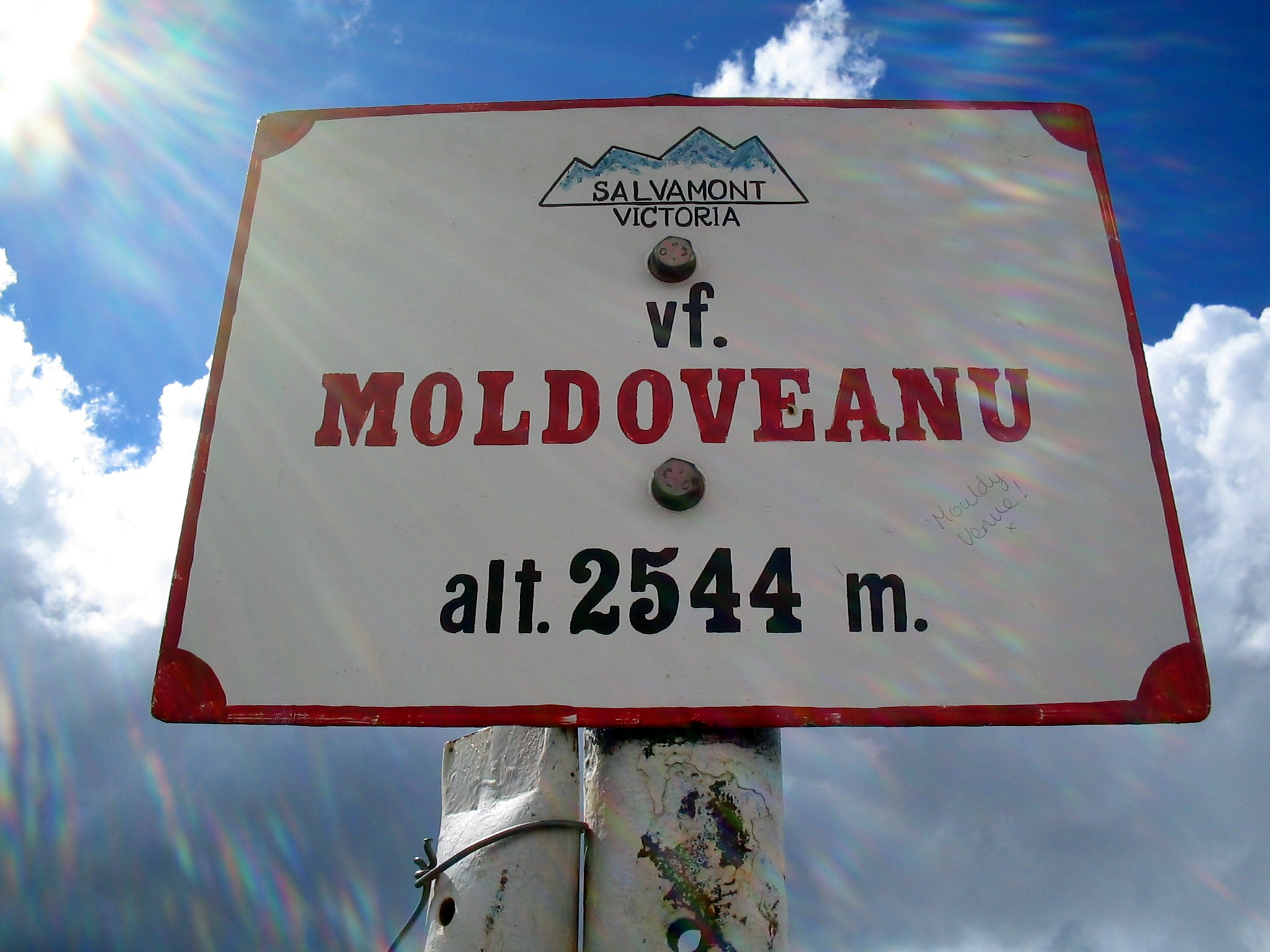
Le pic Moldoveanu (2544 m) est le plus haut de la Roumanie, et l'un des plus hauts des Carpates.

Les Alpes de Transylvanie sont le deuxième plus haut massif des Carpates (après les Tatras), atteignant des hauteurs de plus de 2 500 m. Bien que considérablement moins élevés que les Alpes, ces sommets sont considérés comme d’apparence très alpine. Leur caractère de haute montagne, combinée avec une grande accessibilité, les rend populaires auprès des touristes et des scientifiques.
Les plus hauts sommets sont :
- le Moldoveanu, 2 544 mètres - Monts Făgăraș
- Negoiu, 2 535 mètres - Monts Făgăraș
- Parângu Mare, 2 519 mètres - Monts Parâng
- Peleaga, 2 509 mètres - Monts Retezat
- Mont Omu 2 507 mètres - Monts Bucegi

### Géologie
Les Carpates orientales font partie de l'orogenèse alpine, leur surrection ayant commencé au début du Cénozoïque lorsque la tectonique des plaques a rapproché les plaques africaine et eurasienne, fermant progressivement l'océan Téthysien qui les séparait auparavant. Dans ce contexte, les microplaques pannonique (sous le bassin du moyen-Danube), moesique (sous le bassin du bas-Danube) et sarmatique (au nord du bassin pontique) ont été compressées les unes contre les autres, faisant s'élever entre elles les sédiments marins : ce sont les actuelles Carpates méridionales. Le volcanisme y a été actif jusqu'à des périodes très récentes dont témoigne le thermalisme encore présent dans la région.
Lors des phases glaciaires et inter-glaciaires qui se sont succédé durant les deux derniers millions d'années, de grandes masses d'eau de fonte ont rempli le bassin Pannonique (actuelle Hongrie orientale) et Pontique (actuelle mer Noire), puis les eaux du premier sont passées dans le second à travers le défilé des Portes de Fer et, à la fin de la dernière phase glaciaire, les eaux de la Méditerranée ont envahi à travers le Bosphore le bassin Pontique, transformant le lac en mer saumâtre (la mer Noire). Le travail de l'érosion a alors donné aux Carpates méridionales leur géomorphologie actuelle et creusé la plupart des gorges aujourd'hui en place.
L'arc le plus à l'intérieur est constitué de roche volcanique du tertiaire (formé il y a moins de 50 millions d'années). À l'ouest, cet arc est plus consistant qu'à l'est, où il ne forme qu'une ligne droite parallèle à la faille suivant le massif. Il est alors formé de roches sédimentaires et métamorphiques appelées schistes cristallins parfois surmontés de granite. Vers le sud, on trouve des formations de gneiss, de calcaires jurassiques et crétacés qui se prolongent en direction de la gorge des Portes de Fer sur le Danube.

## Histoire
Sous l'Empire romain, le col de Turnu Roșu est une des voies de passage de la province de Dacie, dominée par la forteresse de Castra Traiana.
En 1382, le château de Bran est construit au col de Rucăr-Bran par les Saxons transylvains de Brașov pour défendre le col contre les Ottomans.
En 1442 sous Jean Hunyadi puis en 1493 sous Étienne de Thalegd, la forteresse de Castra Traiana au col de Turnu Roșu est assiégée à deux reprises par les Ottomans.
C'est par le col de Turnu Roșu que l'armée russe entre en Transylvanie en 1849 pour réprimer la révolution hongroise.
Pendant la Première Guerre mondiale, sur le front roumain, de rudes combats opposent du 26 septembre au 24 novembre 1916 les troupes allemandes de l'Alpenkorps et de la 187e division d'infanterie à celles du royaume de Roumanie au col de Turnu Roșu. Des combats ont également lieu au col de Rucăr-Bran (bataille de Dragoslavele), au col de Predeal et au col de Vâlcan entre les forces roumaines et austro-allemandes (dont le corps alpin allemand) en octobre et en novembre 1916.

## Protection environnementale
Les forêts d'altitude des Carpates forment une écorégion terrestre définie par le Fonds mondial pour la nature (WWF), qui appartient au biome des forêts de conifères tempérées de l'écozone paléarctique. Elle recouvre la chaîne des Carpates qui s'étend de la frontière orientale tchèque jusqu'aux Portes de Fer du Danube en Roumanie, à travers la Slovaquie, la Pologne et l'Ukraine. Ces forêts abritent la plus grande population d'ours bruns, de loups et de lynx de toute l'Europe, ainsi qu'un tiers des espèces végétales du continent.
Une série de parcs nationaux et naturels sont destinés à protéger la faune et la flore endémique :
- parc national Domogled-vallée de la Cerna ;
- parc national Retezat ;
- parc national du défilé du Jiu ;
- parc national Cozia ;
- parc national Buila-Vânturarița ;
- parc national Piatra Craiului.